# Pilea refracta
Pilea refracta är en nässelväxtart som beskrevs av Ignatz Urban. Pilea refracta ingår i släktet pileor, och familjen nässelväxter. Inga underarter finns listade i Catalogue of Life.